# آر. كولن ستيوارت
آر. كولن ستيوارت هو طبيب كندي، ولد في 25 يونيو 1926، وتوفي في 13 أغسطس 1994 في هاليفاكس في كندا.